# Bengt Hillgrund
Bengt Waldemar Hillgrund, född 16 juli 1935 i Älmhult, död 16 maj 1981 i Malmö, var en svensk målare, tecknare och grafiker. Han studerade på Skånska målarskolan och i Köpenhamn. Han har utfört impressionistiska porträtt och figurmotiv, landskap och stilleben.